# Kaple Panny Marie Loretánské (Vrchy)
Kaple Panny Marie Loretánské, lidově paradoxně často nazývaná také Čertova kaple, případně Čertovka, stojí na kraji lesa Nadějova, na lesnatém svahu mezi vesnicemi Vrchy a Lukavec u Fulneka, asi půl hodiny cesty od první jmenované.

## Pověsti
Stará pověst vypráví, že na místě dnešní kapličky rubal kolem roku 1747 dříví chudý drvoštěp Jan Kašpar. Při práci ho jednou znenadání vyrušil mládenec v mysliveckém oděvu, jenž mu sliboval veliké bohatství, pokud střemhlav skočí dolů z nejvyšší jedle, jež byla na dohled. Touha po bohatství v chuďasovi zvítězila nad rozumem a na strom tedy vyšplhal. Když byl již v samotné koruně, uslyšel zvonit poledne z vršského kostela a začal se modlit. Vtom se mu zjevila Panna Maria s Jezulátkem a hrozila mu „Nepokoušej Pána Boha a neskákej.“ Teprve v onom okamžiku prý dřevorubec poznal v mladém myslivci čerta. Ten mezitím zmizel. Kašpar děkoval Panně Marii za záchranu a majitel lesa na památku události vystavěl na onom místě kapličku. Uvnitř se nacházel obraz s nápisem: „Na tomto místě byl zachráněn Marií Loretánskou v roce 1747 Jan Kašpar.“ Před opravou na počátku 21. století byl v kapli obraz s podpisem C. Pavelky a vročením Kašparovy záchrany 1745.
Další legenda vypráví o záměru vykácet hustý les mezi Vrchy a Lukavcem. Vrchnost najímala pro tento úkol mnoho mužů. Jeden chudý hoch se o tom dozvěděl a pojal záměr nechat se na rubání lesa zaměstnat. Když kráčel údolím od Lukavce směrem k již vykácené lysině, uzřel náhle neznámého myslivce držícího v ruce koš, stojícího pod vysokým stromem. V domnění, že jde o lesníka, mu svěřil svou prosbu dát se najmout. Myslivec však odpověděl „Nejsem lesník, ale lovec. – Ty jsi chudý, upiš mi svoji duši a já ti dám koš plný zlata!“ Chuďas však namítl: „Když ti mám upsat svou duši, musím přece vědět kdo jsi!“ Cizinec však jen odvětil „Lovím duše“ a přitom držel onen koš tak, aby mladík mohl vidět červené, v přítmí lesa lákavě svítící a lesknoucí se načervenalé zlato. Přepadla jej po něm touha tak velká, že byl ochoten i svou duši za ně upsat. Myslivec nemeškal a škrábnuv chuďase do prstu, ponořil do vytékající krve husí brko a podal mu je i s listem připraveného papíru k podpisu. Když však již mladík přiložil pero k úpisu, obklopil jej podivuhodný lesk a zdálo se mu že vidí Matku Boží snášející se z nebe. Najednou lovec zmizel a teprve tehdy si mladík uvědomil nebezpečí, jakému svou duši vystavil. V upomínku na onu událost byla vystavěna kaple.

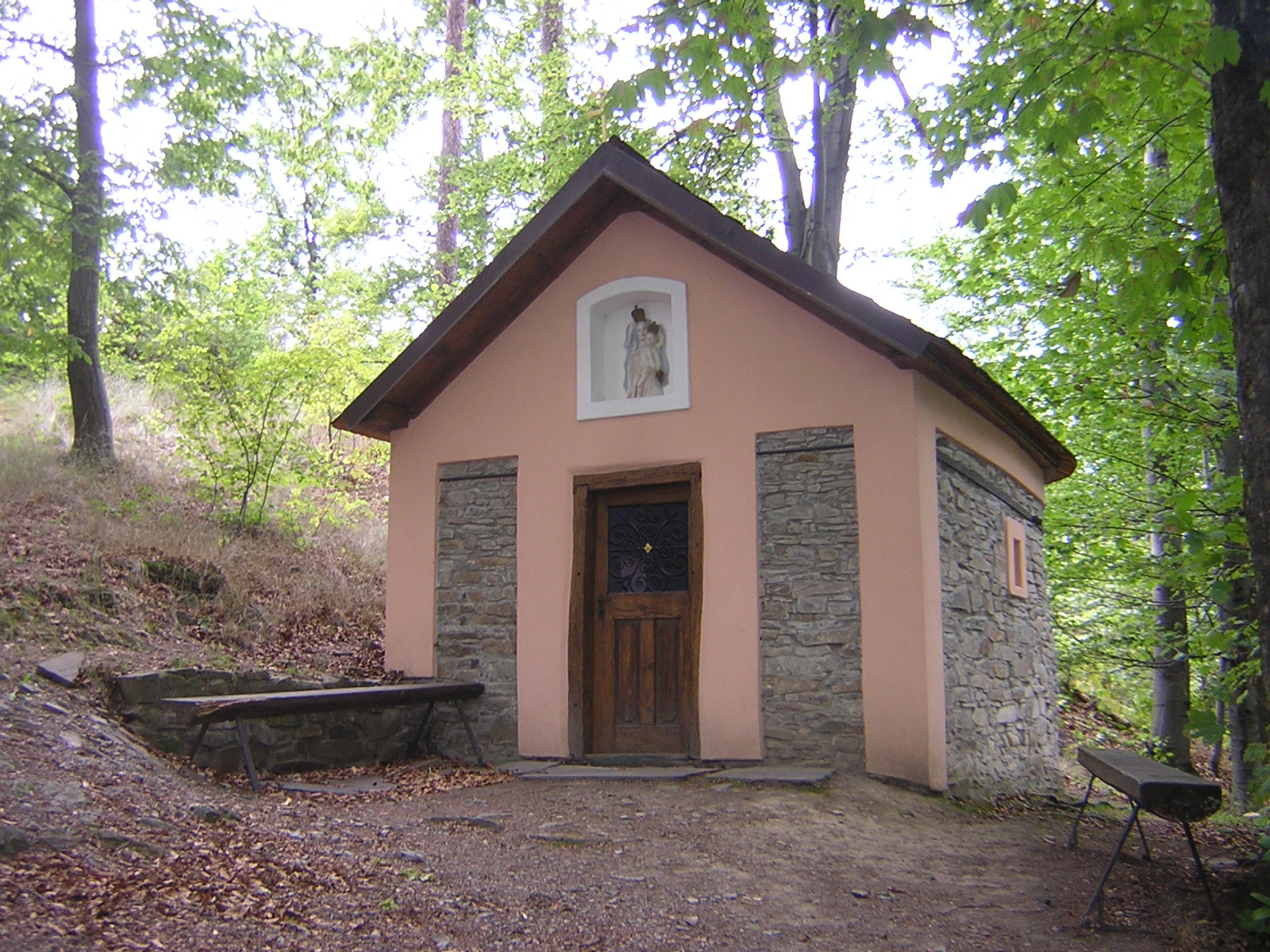
Pohled na kapličku v létě

Jiná podoba pověsti vypráví, že se na místech kaple každodenně modlíval zbožný muž. Toužil po výstavbě kaple, avšak neměl na něco podobného dostatek prostředků. Za podobných podmínek jako v předchozí pověsti mu ďábel v podobě myslivce nabídl pomoc, celý příběh také skončil obdobně jako v předchozím vyprávění. Kaple nakonec byla vystavěna a zasvěcena Panně Marii Loretánské.

## Historie
V letech 1769–1772 žil v blízkosti kaple poustevník Jan Schutz. Narodil se roku 1708 a byl původně členem třetího řádu sv. Františka při minoritském konventu v Opavě. V 61 letech se odhodlal k odříkavému poustevnickému životu v blízkosti kaple, živil se prací a dary od dobrodinců.
Na začátku dvacátého století pobýval v blízkosti kapličky poustevník Abendrot, původně chudý švec z Fulneku. Na témže svahu si postavil jednoduchý příbytek z kamenů, přibližně šest metrů dlouhý a dva široký, se třemi okénky, z nichž jedno ústilo směrem k potoku pod svahem a dvě ke kapli, střecha byla zhotovena z kamení, rákosí a mechu. Uvnitř se nacházel kamenný krb a také lůžko sestavené z plochých kamenů. Zbytky základů stavení jsou viditelné dodnes. Poustevník se živil dary lesa a také bramborami a zeleninou, jež sám vypěstoval na tří terasovitě uspořádaných zahrádkách ve svahu. Navíc se staral o údržbu kaple, udržoval v ní věčné světlo, a její návštěvníci mu na živobytí přispívali. Vždy 12. září se konávala ke kapli pouť a poustevník přišedším připravoval něco k snědku. V zimním období přebýval ve Fulneku nebo se nechával najímat sedláky v okolních obcích, v nouzi nejvyšší chodil po žebrotě. Obec Vrchy mu nakonec po první světové válce zakázala v lese pobyt a musel se odstěhovat do Lukavce, kde zemřel ve věku 86 let.
Čertova kaple byla, jak je i v pověstech nepřímo zmiňováno, postavena na příkaz fulnecké vrchnosti. Neboť bývala často navštěvována zbožným lidem z Fulneka a okolí, pomáhala zabránit protestantským exulantům přebývat v lese a znesnadňovala také tajným místním nekatolíkům setkávat se ve hvozdu s cizinci.
Na začátku 21. století byla kaple celkově opravena.